# Лема Артіна — Ріса
В математиці, лемою Артіна — Ріса називається важливе твердження про властивості модулів над кільцями Нетер. Лема використовується зокрема для доведення теореми Круля про перетини і має важливі застосування в алгебричній геометрії. Названа на честь Еміля Артіна і Девіда Ріса.

## Твердження
Нехай I  — ідеал в нетеровому кільці R; нехай M — скінченнопороджений модуль над R і N — його підмодуль. Тоді існує ціле число k ≥ 1, що для всіх цілих чисел n ≥ k,
{\displaystyle I^{n}M\cap N=I^{n-k}((I^{k}M)\cap N).}

## Доведення
Для довільного кільця R і його ідеалу I, позначимо {\displaystyle B_{I}R=\textstyle \bigoplus _{n=0}^{\infty }I^{n}X^{n}}. Оскільки {\displaystyle I^{m}I^{n}\subseteq I^{m+n}} можна розглядати {\displaystyle B_{I}R} як градуйоване кільце. Якщо позначити {\displaystyle \{a_{1},\ldots ,a_{r}\}} — множину твірних елементів ідеалу I (дана множина є скінченною оскільки R є нетеровим кільцем), то елементи {\displaystyle \{a_{1}X,\ldots ,a_{r}X\}} є породжуючими для {\displaystyle B_{I}R} як алгебри над R і тому {\displaystyle B_{I}R} є ізоморфним деякій факторалгебрі многочленів {\displaystyle R[x_{1},\ldots ,x]} і згідно теореми Гільберта про базис {\displaystyle B_{I}R} є кільцем Нетер.
Спадна послідовність скінченнопороджених підмодулів {\displaystyle M=M_{0}\supset M_{1}\supset M_{2}\supset \cdots } називається I-фільтрацією якщо {\displaystyle IM_{n}\subset M_{n+1}}; I-фільтрація називається стабільною якщо {\displaystyle IM_{n}=M_{n+1}} для достатньо великого n. Для модуля M з I-фільтрацією, позначимо {\displaystyle B_{I}M=\textstyle \bigoplus _{n=0}^{\infty }M_{n}X^{n}}; це є градуйованим модулем над градуйованим кільцем {\displaystyle B_{I}R}.
{\displaystyle B_{I}M} є скінченнопородженим модулем над {\displaystyle B_{I}R} якщо і тільки якщо {\displaystyle B_{I}M} є I-стабільним.
Справді, якщо фільтрація є I-стабільною, то {\displaystyle B_{I}M} є породженою {\displaystyle k+1} членами {\displaystyle M_{0},\dots ,M_{k}} кожен з яких теж є скінченно породжений; тому, {\displaystyle B_{I}M} є скінченно породженим. Навпаки, якщо цей модуль є скінченно породженим, наприклад, елементами з {\displaystyle \textstyle \bigoplus _{j=0}^{k}M_{j}X^{j}}, тоді для {\displaystyle n\geq k}, кожен елемент f  з {\displaystyle M_{n}} може бути записаним як
{\displaystyle f=\sum a_{ij}X^{n-j}g_{ij}X^{j},\quad a_{ij}\in I^{n-j}}
для породжуючих елементів {\displaystyle g_{ij}} з {\displaystyle M_{j},j\leq k} (для кожного елемента {\displaystyle g_{ij}} індекс {\displaystyle j} береться максимальним з тих, що {\displaystyle g_{ij}\in M_{j}}). Тобто, {\displaystyle f\in I^{n-k}M_{k}}. 
Позначимо тепер {\displaystyle M_{n}=I^{n}M}. Тоді {\displaystyle M_{n}} є I-стабільною фільтрацією. Тому з попереднього отримуємо, що {\displaystyle B_{I}M} є скінченно породженим над {\displaystyle B_{I}R} і тому  {\displaystyle B_{I}M} є нетеровим модулем і кожен його підмодуль є скінченно породженим над  {\displaystyle B_{I}R}; зокрема, {\displaystyle B_{I}N} є скінченно породженим коли на N визначити індуковану фільтрацію; тобто {\displaystyle N_{n}=M_{n}\cap N=I^{n}M\cap N}. Індукована фільтрація тоді теж буде I-стабільною, що й доводить твердження леми

## Теорема Круля про перетини
Нехай R комутативне нетерове кільце, I — власний ідеал у R і M — скінченнопороджений модуль над R. Тоді перетину
{\displaystyle N:=\cap _{n>0}I^{n}M}
належать всі елементи {\displaystyle x\in M} для яких {\displaystyle (1-\alpha )x=0\,} для деякого елемента {\displaystyle \alpha \in I}, який може бути обраний єдиним для всіх {\displaystyle x\in N}.

### Доведення
Очевидно, що якщо {\displaystyle \alpha x=x\,\,x\in M} для деякого елемента {\displaystyle \alpha \in I} то {\displaystyle x\in I^{n}M,\;\;\forall n\geqslant 0} і відповідно {\displaystyle x\in N}.
Навпаки застосувавши лему Артіна — Ріса для M і N визначених у цьому розділі, отримуємо деяке k, таке що для всіх {\displaystyle n\geq k},  {\displaystyle \ \ I^{n}M\cap N=I^{n-k}(I^{k}M\cap N).} Зокрема для {\displaystyle n=k+1}:
{\displaystyle I^{k+1}M\cap N=I(I^{k}M\cap N).}
Але оскільки {\displaystyle I^{k+1}M\cap N=I^{k}M\cap N=N}то звідси {\displaystyle IN=N} і згідно леми Накаями існує {\displaystyle \alpha \in I} такий, що {\displaystyle (1-\alpha )x=0\,} для всіх {\displaystyle x\in N}.

### Наслідок для локальних нетерових кілець
Для власного ідеалу I в комутативному локальному нетеровому кільці {\displaystyle \textstyle \bigcap _{n=1}^{\infty }I^{n}=0}.
Оскільки {\displaystyle I^{n}\subset {\mathfrak {m}}} то достатньо довести твердження для єдиного максимального ідеалу локального кільця. Взявши в теоремі Круля {\displaystyle I=M={\mathfrak {m}}} і враховуючи, що в локальному кільці всі елементи {\displaystyle 1-\alpha ,\,\alpha \in {\mathfrak {m}}} є оборотними отже не є дільниками 0 отримуємо необхідний результат.